# Nicoya (zaljev)
Zaljev Nicoya (špa.: Golfo de Nicoya) je zaljev Tihog oceana uz obalu Kostarike koji odjeljuje istoimeni poluotok Nicoya od kopna Kostarike.
Na obali zaljeva nalaze se provincije Guanacaste i Puntarenas.
Zaljev Nicoya dug je oko 90km, dok mu širine varira od 15 do 50km.
U zaljevu se nalaze veći otoci poput otoka Chira, Venado, Caballo, San Lucar, Cedros. Veći obalni gradovi u zaljevi su Puntarenas, Jacó i Caldera.
U zaljev se izlijeva rijeka Tempisque, koja u svoj ušće doplavi mnogo organskog materijala zbog čega je gornji dio zaljeva, manje slan, bogat algama i ribom.
Uz gornji dio zaljeva veći dio stanovništva obalnog dijela ovisi o ribarstvu. Donji dio zaljev slaniji je i dublji (dubina 30 do 180m), a obalno područje slabije je naseljeno. U zaljev se izlijeva i rijeka Grande de Tárcoles.

## Vanjske poveznice
|  | Zajednički poslužitelj ima još gradiva o temi Nicoya (zaljev) |